# Слампе
Сла́мпе (латыш. Slampe) — населённый пункт в центральной части Латвии, административный центр Слампской волости Тукумского края. Находится на берегу реки Слампе, на границе двух исторических латвийских регионов — Курземе и Земгале, у железнодорожной линии Елгава — Тукумс и автомобильной дороги P98. Расстояние до города Тукумс — 17 км, до Риги — 65 км.
В селе находится здание администрации Слампской волости, четыре магазина, кафе, парикмахерская, Земгальская средняя школа, детское дошкольно-образовательное учреждение «Пиенените», Дворец культуры, библиотека, амбулатория, аптека, почтовое отделение, железнодорожная станция.
В 2 км к западу от села расположен аэродром «Слампе», ныне не используемый.

## История
Поселение возникло на территории бывшей усадьбы Шлампен (нем. Schlampen). В 1920-е годы, в ходе аграрной реформы, 20 га земли, принадлежавшей усадьбе, было выделено под застройку домов для ремесленников и железнодорожников.
В советское время населённый пункт был центром Слампского сельсовета Тукумского района. В селе располагалась центральная усадьба совхоза «Земгале».
В 1984 году в селе был открыт современный Дворец культуры «Земгале», в котором прошёл финальный концерт республиканского конкурса эстрадной песни «Микрофон-84».